# Ligne de Pontoise à Poissy
La ligne de chemin de fer reliant Pontoise à Poissy en Seine-et-Oise, actuels Val-d'Oise et Yvelines, était une ligne secondaire à voie unique de 14 kilomètres, exploitée par la Compagnie des chemins de fer de grande banlieue. Construite en 1912, elle sera fermée en 1948 pour des raisons économiques.

## Tracé

Trajet de la ligne Pontoise-Poissy

## Gares et haltes
La ligne desservait les gares, haltes et points d'arrêts suivants : 
- Gare de Cergy
- Gency (après la halte de Gency, bifurcation vers Sagy par Courdimanche et Menucourt)
- Vauréal
- Jouy-la-Fontaine
- Vincourt
- Maurecourt
- Andrésy
- Carrières-sous-Poissy

## Ouvrages d'art

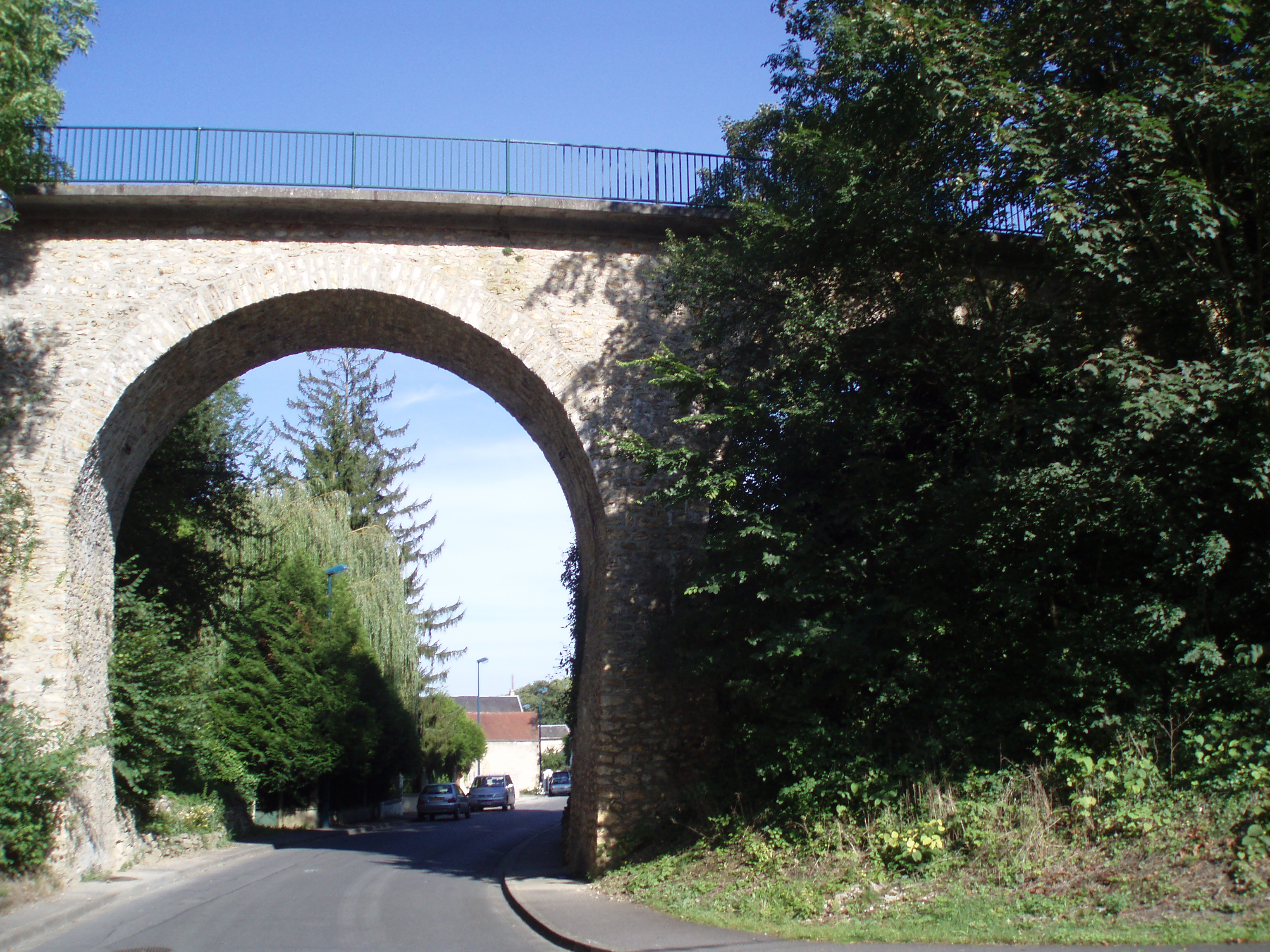
Pont à Vauréal

## Situation actuelle
La partie entre Cergy et Jouy-le-Moutier est en grande majorité aménagée en large chemin forestier ou bien en piste cyclable comprenant un tronçon entre Vauréal et Cergy qui traverse l'Axe majeur (matérialisé par un escalier à cet endroit) en aval de l'esplanade de Paris. Les différents ponts en pierre sont toujours existants et visibles à Cergy, Vauréal et Jouy-le-Moutier. Au total, le parcours de Maurecourt (avenue de l'ancienne gare) à l'ancienne gare de Cergy soit 8,5 km comportant une grande majorité de voies vertes est quasi-continu ne comportant qu'une courte interruption près de l'ancienne gare de Vauréal.